# Phường 2, Kiến Tường
Phường 2 là một phường thuộc thị xã Kiến Tường, tỉnh Long An, Việt Nam.

## Địa lý
Phường 2 có vị trí địa lý:
- Phía tây giáp Phường 1
- Các phía còn lại giáp huyện Mộc Hóa.

Phường có diện tích 9,47 km², dân số năm 2013 là 17.208 người, mật độ dân số đạt 1.818 người/km².

## Lịch sử
Phường 2 được thành lập vào ngày 18 tháng 3 năm 2013 trên cơ sở điều chỉnh 946,50 ha diện tích tự nhiên và 17.208 người của thị trấn Mộc Hóa.